# 美蘭德
美蘭德（葡萄牙語：Aníbal Augusto Sanches de Miranda），第104任澳門總督，在任內期間還擔任砲兵上校。曾就讀於軍事學院。1919年2月15日被任命為阿維斯軍事教團司令。 在貝加和韋迪堡有以他命名的街道來紀念。